# Leucospis williamsi
Leucospis williamsi  (лат.) — вид паразитических наездников рода Leucospis из семейства Leucospidae (Chalcidoidea, отряд Перепончатокрылые насекомые).

## Распространение
Филиппины.

## Описание
Относительно крупные хальцидоидные наездники, длина от 6 до 10,5 мм. Основная окраска коричневато-чёрная, с несколькими жёлтыми отметинами на скапусе усика, груди, брюшке и ногах.  Крылья затемнённые. 
Задние ноги с утолщенными и сильно изогнутыми бедрами и голенями. Усики 13-члениковые. Нижнечелюстные щупики 4-члениковые, нижнегубные щупики состоят из 3 сегментов.

## Биология
Отмечены с марта по сентябрь. Эктопаразитоиды ос Calligaster williamsi (Vespidae).

## Систематика
Включён в состав видовой группы Leucospis pediculata, у которых щёки короткие и сходящиеся, пронотум выпуклый. Впервые описан в 1974 году британским гименоптерологом чешского происхождения Зденеком Боучеком (Zdenĕk Bouček, 1924-2011) и назван в честь F. X. Williams, коллектора типовой серии.